# Moj drug Ivan Lapšin
Moj drug Ivan Lapšin (Мой друг Иван Лапшин) è un film del 1984 diretto da Aleksej Jur'evič German.

## Trama
Il film racconta di un uomo di nome Ivan Lapšin che cattura una banda di banditi, vive in un appartamento comune ed è innamorato di un'attrice di un teatro locale.